# Lípa republiky (Letná)
Lípa republiky na Letné roste v Praze 7 v ulici Františka Křížka mezi novou přístavbou Mateřské školy a plotem.

## Popis
Lípa se o svůj prostor dělí se sousedním stromem. Má úzkou, do výšky protáhlou korunu.

## Historie
Lípa svobody byla vysazena v září 1968 na připomínku 50. výročí vzniku Československé republiky. Zasadili ji žáci společně s učiteli a ředitelem školy p. Vokurkou na protest proti okupaci Československa sovětskou armádou. Pozemek k výsadbě byl vybrán proti škole na dětském hřišti; po přestavbě se strom stal součástí mateřské školy v Kostelní ulici.
U lípy byla z jedné strany pumpa a z druhé náhrobek padlých v pražském povstání 1945.